# Doblatina
Doblatina – wieś w Słowenii, w gminie Laško. W 2018 roku liczyła 54 mieszkańców.